# 章華 (南朝)
章华（？—587年），字仲宗，南朝梁、南朝陈吴兴郡（辖境今浙江省湖州市）人。
章华家中世代务农，至章华好学，博览经史，善作文章。侯景之乱时避难岭南，居住在罗浮山寺读书。欧阳頠为广州刺史，署章华为南海郡太守。陈后主时，被任命为太市令，称病不就任。祯明初年，上书极谏朝政得失，说陈后主溺于嬖宠，惑于酒色，不改弦易张，国将危亡。被后主所杀。